# 79 Pall Mall

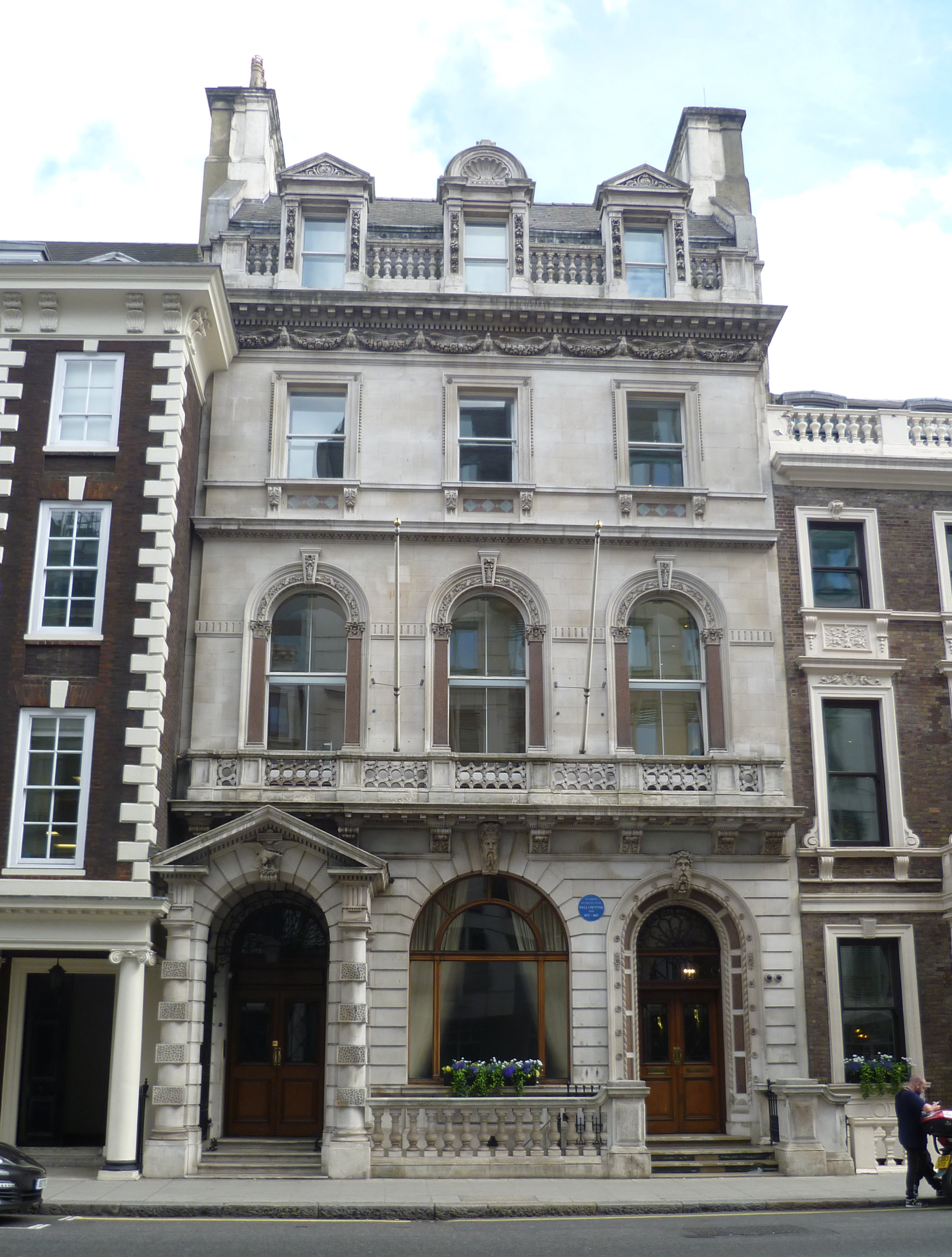
79 Pall Mall

79 Pall Mall é um edifício listado como grau II em Pall Mall, Londres. Foi projectado por David Brandon para a Eagle Insurance Company em 1866-68. Anteriormente havia no local uma casa de tijolos ocupada por Nell Gwynne após a sua aposentadoria dos palcos, e uma placa azul indica esse facto.